# Synthpunk
Synthpunk  é um gênero musical que combina elementos da synthpop e do punk rock.